# Харабали
Харабали (на руски: Харабали) е град в Русия, административен център на Харабалински район, Астраханска област. Населението му към 1 януари 2018 година е 17 968 души.